# 如来寺 (宇土市)
如来寺（にょらいじ）は、かつて肥後国宇土郡（現在の熊本県宇土市）にあった曹洞宗の寺院。山号は三日山（さんちざん）。本尊は釈迦如来座像。
後鳥羽天皇（順徳天皇とも）の皇子であるという寒巌義尹が、肥後へ来て最初に開創した寺院である。

## 歴史
如来寺の開山である寒巌義尹は、道元に参禅した曹洞宗の僧で、2度の入宋の後、博多の聖福寺にいた折、肥後国宇土郡古保里庄の住人、古保里越前守の娘素妙尼の請願により肥後に住し、1269年（文永6年）頃に現・花園町三日の地に建立したとされるが（「国郡一統志」）、1979年（昭和54年）、同寺に伝わる釈迦如来座像・阿弥陀如来座像・薬師如来座像を解体修理した際、本尊である釈迦如来座像の胎内から木製舎利容器が発見され、その蓋板の裏面に「正元二年正月十日建立　同二月九日収之」の銘文が確認されたことから、同寺の建立が1260年にまで遡ることが確認された。
義尹はその後、1278年（弘安元年）の大渡橋架橋を縁とし知遇を得た、隣庄の河尻庄地頭河尻泰明の招聘を受けて、1283年（弘安6年）、大慈寺を開創する。1300年（正安2年）、如来寺へ隠遁した義尹は同年、84歳で入寂する。
1340年（暦応3年）正月1日、如来寺は足利直義から仏舎利二粒を奉納され、同年4月5日、時の住持智勝禅師に利生塔修理の院宣が下され、利生塔如来寺となる。
1347年（貞和3年）8月5日に再び利生塔通号の院宣が下され、1350年（貞和6年）正月25日には足利直冬によって如来寺利生塔領が安堵されている。
また、同寺所蔵の「木造東州至遼（大慈寺14世住持）禅師倚像」の胎内墨書銘には「1400年（応永7年）10月5日開眼」とあり、大慈寺との関係を窺わせる。
1504年（永正元年）、如来寺は現在地である岩古曽町上古閑へ移転する。その後は漸次衰退し、現在では本堂すら現存していないが、県指定文化財である本尊以下の諸像は、境内に建てられた地区の公民館内に安置され、現在に至る。境内には、伝完巖義尹の墓と、義尹を肥後へ招いた素妙尼の父とされる伝古保里越前守の墓が建てられている。

## 文化財
- 木造釈迦如来座像（県指定文化財）
- 木造阿弥陀如来座像（県指定文化財）
- 木造薬師如来座像（県指定文化財）
- 如来寺跡境内（市指定文化財）
- 伝完巖義尹の墓（市指定文化財）
- 伝古保里越前守の墓（市指定文化財）

### その他
- 木造東州至遼禅師倚像
- 木造完巖禅師座像
- 木造韋駄天像

## 交通アクセス
- JR九州鹿児島本線宇土駅から徒歩45分